# Academic LinkShare
Academic LinkShare (ALS) ist eine virtuelle Bibliothek mit dem Ziel, Bibliotheken im deutschen Sprachraum zu vernetzen. Ziel ist der Aufbau eines gemeinsamen Datenpools. ALS umfasst die Bereiche Wirtschaftswissenschaft, Rechtswissenschaft, Politikwissenschaft u. a. Sitz der Geschäftsstelle von ALS ist Hamburg. 

## Ziel
Ziel der kooperativen Erschließung (Metadata Sharing) ist die Einsparung von Ressourcen. Aufbau und Pflege bibliothekarisch erschlossener Linksammlungen (Fachinformationsführer) sind sehr zeitaufwändig. Aufgrund hoher Überschneidungsgrade fachlich relevanter Quellen in den benachbarten Disziplinen von bis zu 30 Prozent besteht hier ein hohes Einsparungsvolumen, das durch Metadata Sharing vollkommen ausgeschöpft wird. Seit Beginn der kooperativen Erschließung im Jahr 2001 wurden über 90.000 Quellen erfasst.

## Organisationsstruktur
Die Verbundpartner sind verantwortlich für die Entwicklung und den dauerhaften Betrieb des technischen Systems, der Erschließungsregeln sowie für das Marketing des Verbunds. Alle Verbundpartner sind Anbieter einer Virtuellen Fachbibliothek, deren Betrieb in der ausschließlichen Verantwortung des jeweiligen Verbundpartners liegt. Mitglieder des Verbundes sind zurzeit: 
- Bayerische Staatsbibliothek (BSB)
- Deutsche Zentralbibliothek für Wirtschaftswissenschaften (ZBW)
- Deutsch-Französisches Institut (dfi)
- Europäische Dokumentationszentren (EDZ)
- GIGA German Institute of Global and Area Studies (GIGA-Hamburg)
- Herder-Institut Marburg
- Staats- und Universitätsbibliothek Hamburg (SUB Hamburg)
- Staatsbibliothek zu Berlin – Preußischer Kulturbesitz (SBB)
- Universitätsbibliothek Erlangen-Nürnberg
- Universitätsbibliothek Frankfurt (UB Ffm)
- Universitätsbibliothek Mainz
- Universitäts- und Landesbibliothek Bonn (ULB)
- Universitäts- und Stadtbibliothek Köln (USB Köln)

## Technik
Das LinkShare System 1.0 (LSS) ist ein modulares System, das für die kooperative Erschließung und Verwaltung digitaler Netzobjekte wie Internetquellen, wissenschaftliche Volltexte, (elektronische) Zeitschriften sowie Fach- und Faktendatenbanken konzipiert wurde. Die Erfassung der Quellen erfolgt webbasiert über eine Erfassungsmaske durch die kooperierenden Institutionen.